# Billbergia macracantha
Billbergia macracantha är en gräsväxtart som beskrevs av Edmundo Pereira. Billbergia macracantha ingår i släktet Billbergia och familjen Bromeliaceae. Inga underarter finns listade i Catalogue of Life.